# Melinaea dodona
Melinaea dodona är en fjärilsart som beskrevs av Carl Heinrich Hopffer 1874. Melinaea dodona ingår i släktet Melinaea och familjen praktfjärilar. Inga underarter finns listade i Catalogue of Life.